# UKUSA

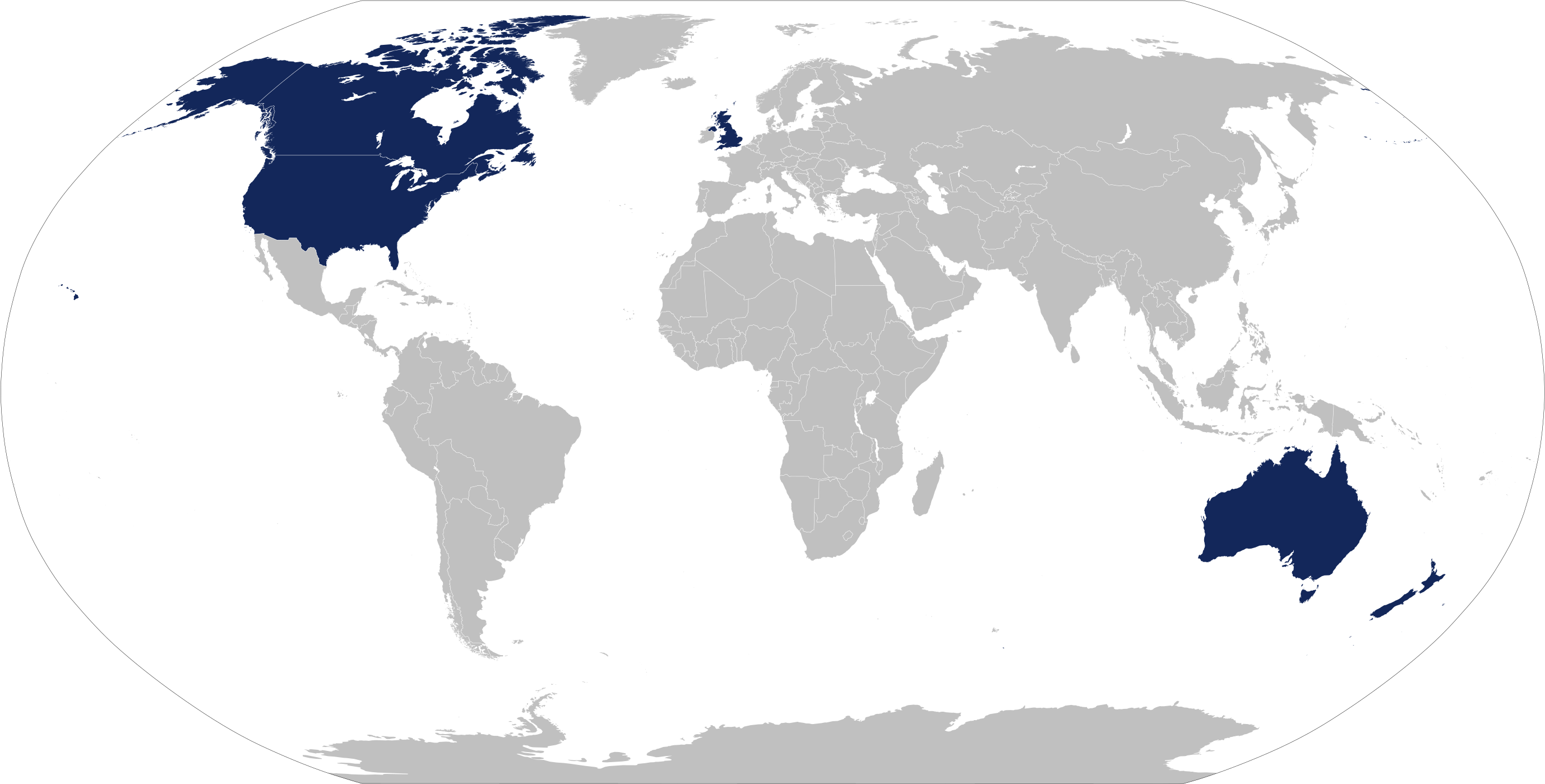
Pays participant au traité UKUSA à titre de partenaires principaux

Le United Kingdom – United States Communications Intelligence Agreement, souvent appelé traité UKUSA, est un traité secrètement signé le 5 mars 1946 entre le Royaume-Uni et les États-Unis, rejoints par le Canada, l’Australie et la Nouvelle-Zélande et, dans une moindre mesure, d'autres pays.
En dépit des rumeurs ayant longtemps circulé à son sujet, c'est surtout avec la médiatisation faite autour du système Echelon à la fin des années 1990 que son existence a été connue par une partie importante de l'opinion publique. La collaboration internationale en matière de renseignement d'origine électromagnétique (ROEM) a été reconnue après la fin de la Guerre froide. En 1995, le gouvernement canadien reconnaissait son existence, suivi en 1999 par l'Australie.

## Pays signataires
L'accord (qui s'appelait BRUSA de 1946 à 1951) fut signé par le State-Navy-Army Communication Intelligence Board (STANCIB) et le London Signal Intelligence Board (LSIB). Ces deux comités représentaient tous les services d’interception des communications des États-Unis et de l'Empire Britannique (à l'exception des dominions), respectivement. 

### Second parties
L'accord UKUSA de 1946 n'utilise pas le terme « second parties » tel quel. Il dit que les pays du Commonwealth autre que le Royaume-Uni ne sont pas parties prenantes de l’accord, mais qu'ils ne peuvent cependant pas être considérés comme des « third parties ». Le LSIB doit informer son homologue de tout arrangement avec les dominions, et le STANCIB ne peut conclure d'accord avec ces pays sans l'aval du LSIB, ou, dans le cas du Canada, sans avoir obtenu l'opinion du LSIB. 
Dans la communauté du renseignement américain, le terme « second party » est utilisé pour désigner le Royaume-Uni, le Canada, l’Australie et la Nouvelle-Zélande, avec lesquels les États-Unis coopèrent en matière de renseignement d'origine électromagnétique. Le Canada a conclu un accord avec les États-Unis en la matière, l'accord CANUSA de 1949. L'Australie entra dans un programme d'échange « second party » avec les États-Unis en septembre 1953 mais apparemment sans accord écrit. Enfin, la Nouvelle-Zélande travaillait sous la direction de l'Australie ; ce n'est qu'après la création de son propre service national de ROEM, le Government Communications Security Bureau, qu'elle entra dans un arrangement de « second party » avec les États-Unis en mars 1980.

### Third parties
Le traité UKUSA parle de « third parties » au sens courant du terme (tiers ou tierce personne, soit une partie étrangère au traité). 
Dans la communauté du renseignement des États-Unis, le terme « third party » est utilisé pour désigner les pays avec lesquels leur pays a des arrangements en matière de ROEM (autres que le Royaume-Uni, le Canada, l'Australie et la Nouvelle-Zélande). Un document fuité par Edward Snowden liste comme « third parties » en 2013 les pays suivants : l'Algérie, l'Autriche, la Belgique, la Croatie, la République tchèque, le Danemark, l’Éthiopie, la Finlande, la France, l'Allemagne, la Grèce, la Hongrie, l'Inde, Israël, l'Italie, le Japon, la Jordanie, la Corée du Sud, la Macédoine, les Pays-Bas, la Norvège, le Pakistan, la Pologne, la Roumanie, l'Arabie saoudite, Singapour, l'Espagne, la Suède, Taïwan, la Thaïlande, la Tunisie, la Turquie et les Émirats arabes unis. 
Une histoire déclassifiée de la NSA précise que la République du Viêt Nam fut un third party. Par ailleurs, des sources ouvertes rapportent que les États-Unis ont eu des échanges en matière de ROEM avec d’autres pays dont la République Populaire de Chine, le Mexique, l'Afrique du Sud et les Philippines.

## Objectifs et mise en œuvre du traité
Le traité UKUSA porte sur la coopération des signataires dans le domaine de l'interception des communications (COMINT). Les partenaires se répartissent les responsabilités en matière de collecte. Selon ce protocole, dans les années 1980, les États-Unis étaient responsables de l'Amérique Latine, de la majorité de l'Asie, de la partie asiatique de l'URSS et du nord de la Chine. Le Royaume-Uni gérait la partie européenne de l'URSS et l'Afrique. Les zones de responsabilité de l'Australie étaient ses pays voisins (dont l'Indonésie), le sud de la Chine, et l'Indochine. Le Canada était chargé des régions polaires de l'URSS, tandis que la Nouvelle-Zélande supervisait l'ouest de l'Océan Pacifique. Avec le temps, et l'avènement du renseignement satellitaire, ce protocole est devenu moins important. 
Le traité a plusieurs objectifs :
- standardiser les méthodes et procédures, de travail et de sécurité
- organiser les activités des services des différents signataires

À l'origine, l'UKUSA se focalisait en particulier sur les enjeux de la guerre froide et donc sur l'endiguement de l'URSS. Après la chute du mur de Berlin, de nouvelles priorités furent avancées, telles que le terrorisme, le trafic de stupéfiants et la prolifération des armes. 
Les échanges entre les signataires passent en particulier par des officiers de liaisons présents dans les QG des autres pays membres. Les États-Unis disposent ainsi d'un officier de liaison spécial (Special United States Liaison Officer, ou SUSLO) à Londres et Cheltenham, et un SUKLO (Senior United Kingdom Liaison Officer) a ses bureaux à l'intérieur du QG de la NSA à Fort Meade. Au printemps 2000, Barbara McNamara, alors directrice adjointe de la NSA, fut nommée SUSLO de Londres.
La NSA fournit la plus importante contribution au réseau UKUSA, connue sous le nom de United States SIGINT System (USSS), qui englobe la NSA/CSS, les services cryptologiques des forces armées, des éléments de la CIA et d'autres entités du gouvernement menant des activités SIGINT. Si la plupart des stations NSA sur le terrain sont placées sous l'autorité militaire, des unités civiles exécutent les missions délicates. La station d'espionnage des satellites de Menwith Hill et de Bad Aibling en Allemagne étaient contrôlées directement par la NSA et dirigée par des civils jusqu'en 1995 ; la première station Echelon à Yakima est aujourd'hui encore régie par des civils.
En principe, les agences SIGINT de chaque pays membre de l'UKUSA n'ont pas le droit de collecter des informations concernant des citoyens et des compagnies commerciales d'un autre pays de l'UKUSA (ou, dans le cas où elles auraient été accidentellement collectées, de conserver ou de disperser). Nicky Hager a ainsi décrit comment les officiers néo-zélandais ont reçu l'ordre de remplacer de leurs rapports les noms reconnaissables de citoyens ou de compagnies des pays de l'UKUSA par des termes tels que « un citoyen australien » ou une « compagnie américaine ». Le personnel britannique de COMINT a également décrit des procédures similaires utilisées à l'égard des citoyens américains après l'adoption du Foreign Intelligence Surveillance Act (FISA) en 1978 visant à limiter les activités de la NSA dans le domaine du renseignement intérieur.

## Reconnaissance de l'UKUSA
En 1995, le Gouvernement du Canada reconnaît publiquement pour la première fois l'existence d'une coopération internationale : « Le Canada collabore avec certains de ses plus proches et plus anciens alliés pour l'échange de renseignements extérieurs... Ces pays et les agences responsables dans chacun d'entre eux sont les États-Unis (avec la National Security Agency), le Royaume-Uni (Government Communications Headquarters), l'Australie (Defence Signals Directorate), et la Nouvelle-Zélande (Government Communications Security Branch [sic]). »
Le directeur du Defence Signals Directorate australien affirme publiquement en mars 1999 que le DSD « coopère effectivement avec des organisations homologues de renseignement d'origine électromagnétique outre-mer sous l'égide de l'alliance UKUSA. Le DSD et ses homologues ont tous des procédures internes en vigueur pour s'assurer que leurs intérêts et pratiques nationales sont respectées par les autres. »
La collaboration États-Unis—Nouvelle-Zélande aurait été arrêtée en 1985, à la suite de l'interdiction faite aux navires américains à propulsion nucléaire d'accoster en Nouvelle-Zélande. Cette interruption a été suspendue pendant la guerre du Golfe (1990-1991) pour permettre l'échange de renseignements entre les deux pays, membres de la coalition anti-irakienne. Les révélations de Nicky Hager sur la partie néo-zélandaise du réseau Echelon en 1996 montrent que cette coopération s'est maintenue. La construction de la station de Waihopai, à partir de 1989, laisse même penser que la coopération était effective dès cette époque.